# Bohmeier Verlag
Der Bohmeier Verlag ist ein deutscher Independent-Verlag. Er wird von der namensgebenden Verlegerin Johanna Bohmeier geführt und hat seinen Sitz in der sächsischen Großstadt Leipzig.
Im Portfolio befinden sich Fach- und Sachbücher sowie Ratgeber zu Themengebieten wie Beruf, Karriere, Geld, Erfolgstraining, Gesundheit und Freizeit. Weitere Aspekte sind u. a. Energietechnik, Geschichte und „neue Sichtweisen“ in der Wissenschaft und Mathematik. Darüber hinaus gibt es Werke zu Esoterik, Magie, Magick, Okkultismus und Zauberei, die über eine separate Website vertrieben werden.

## Veröffentlichungen (Auswahl)
- Christian Brachthäuser: Feuerteller von den Sternen. Mythen der Native Americans aus Sicht der Paläo-SETI-Hypothese, 2003, ISBN 978-3-89094-392-3
- Carlos Calvet: Geheimtechnologien: von Nanomaschinen über Quantencomputer bis zur interstellaren Raumfahrt von morgen, 2001, ISBN 3-89094-330-6
- Lon Milo DuQuette: Die Pfadarbeiten von Aleister Crowley: Die Schatzkammer der Bilder, 2003, ISBN 978-3-89094-388-6
- Nicolaus Equiamicus: Kleines Rezeptbuch der historischen Tinten, 2009, ISBN 978-3-89094-593-4
- Roland M. Horn: Erinnerungen an Atlantis, Unsere geheime Vergangenheit. Edgar Cayce und die Suche nach unseren Ursprüngen, 3. Auflage 2012, ISBN 3890943179
- Katharina Lerch: Ouija – Kontakt zu den Geistern, 2000, ISBN 3-89094-333-0
- Alexander Rossa: Die Narrenfibel, 2004, ISBN 3-89094-405-1
- Leopold von Schroeder: Die Wurzeln der Sage vom Heiligen Gral, Nachdruck 2005, ISBN 3-89094-444-2